# Petříkov (České Budějovice-i járás)
Petříkov település Csehországban, a České Budějovice-i járásban. Petříkov Jílovice, Olešnice, Suchdol nad Lužnicí, Nové Hrady és Borovany településekkel határos. Lakosainak száma 300 fő (2024. január 1.).

## Népesség
A település lakosságának változását az alábbi diagram mutatja:
| Lakosok száma | 609  | 885  | 592  | 336  | 302  | 261  | 282  | 288  | 288  | 300  |
|               | 1869 | 1890 | 1921 | 1950 | 1980 | 2001 | 2017 | 2019 | 2022 | 2024 |